# T 5 (torpediniera Italia)
La T 5 è stata una torpediniera della Regia Marina. Durante la sua vita operativa, prima e dopo il servizio sotto bandiera italiana, ha prestato servizio anche per la Marina imperiale austro-ungarica e per le Marine del Regno di Jugoslavia e della Jugoslavia socialista, sopravvivendo ad entrambe le guerre mondiali. 

## Storia
Costruita nei cantieri Danubius di Porto Re con il nome di TB 87F (poi abbreviato, dal 21 maggio 1917, in TB 87), la nave apparteneva originariamente alla classe «TB 82F» di torpediniere costruite per la Marina imperiale austroungarica.
L'armamento originario dell'unità era composto da due cannoni Skoda da 66/30 mm, una mitragliera da 8,3/66 mm e quattro tubi lanciasiluri da 450 mm.
In servizio nel settembre 1915, la torpediniera prese parte al primo conflitto mondiale. Tra le azioni cui prese parte si può citare quella del 2 ottobre 1918: mentre la base austro-ungarica di Durazzo veniva pesantemente bombardata da una flotta italo-inglese, la TB 87, insieme ai cacciatorpediniere Scharfschutze e Dinara, cercò di prendere il largo dalla parte meridionale del porto, ma alle 12.20 la formazione venne attaccata da quattro MAS italiani: la TB 87 venne colpita da un siluro, che tuttavia non esplose (dunque non causò danni).
Conclusasi la guerra, in seguito alla dissoluzione dell'Impero austro-ungarico e con esso della k.u.k. Kriegsmarine, la TB 87 passò alla neonata Marina reale jugoslava, presso la quale assunse la nuova denominazione di T 5.
Negli anni venti la nave subì dei lavori di modifica, quali la sostituzione dei due pezzi da 66/30 mm con altrettanti del più moderno modello da 66/50, oltre all'imbarco di una seconda mitragliera da 8,3/67 mm.
Successivamente vennero apportate ulteriori modifiche: i cannoni da 66/42 mm vennero rimpiazzati da altrettanti da 66/50, mentre le due mitragliere da 8,3 mm vennero eliminate e sostituite con un'arma singola da 15/84 mm.
Il 17 aprile 1941, in seguito all'invasione della Jugoslavia, la T 5 venne catturata a Spalato dalle truppe italo-tedesche e quindi incorporata nella Regia Marina, mantenendo tuttavia invariata la propria denominazione.
La nave venne quindi destinata al V Gruppo Torpediniere con base a Spalato, composto da unità vetuste quali le unità gemelle T 6, T 7 e T 8, un'altra torpediniera ex jugoslava, la T 1, e la vecchia torpediniera/cannoniera italiana Ernesto Giovannini. Avendo un potenziale bellico ormai estremamente ridotto, venne impiegata principalmente in compiti di scorta costiera nelle acque della Dalmazia. Svolse anche missioni di contrasto al traffico clandestino tra la costa e le isole dalmate, nonché appoggio alle operazioni del Regio Esercito e contrasto ai partigiani jugoslavi.
Nel 1942 la T 5 fu l'unica unità della sua classe a subire un rimodernamento: i vecchi cannoni da 66/42 mm vennero sbarcati ed al loro posto vennero installati due pezzi contraerei da 76/30 mm Armstrong mod. 1914.
L'8 ottobre 1942 la torpediniera ebbe uno scontro con un sommergibile avversario, con il lancio di tre siluri.
Il 12 febbraio 1943 la T 5 venne attaccata da un sommergibile nemico che le lanciò sei siluri, ma la nave italiana riuscì ad evitarli.
Sempre nel febbraio 1943 la nave compì due azioni contro sommergibili al largo di scoglio Mulo e di Spalato, senza tuttavia cogliere successi.
Successivamente alla proclamazione dell'armistizio di Cassibile (8 settembre 1943), la T 5 riuscì a lasciare la base di Spalato insieme alla Giovannini e ad alcune unità minori ed ausiliarie (una motovedetta, due rimorchiatori, un posamine, una nave cisterna e due motovelieri) evitando la cattura, e raggiungendo poi una base della Puglia.  
Il 7 dicembre 1943 la T 5 venne formalmente restituita a Malta in condizioni di efficienza alla Marina jugoslava, ma fino al 1945 operò di fatto per conto della Royal Navy. 
Terminata la guerra la vecchia unità, entrata a tutti gli effetti a far parte della Jugoslavenska ratna mornarica, venne riclassificata unità da pattugliamento. Il 18 maggio 1949 la nave venne ribattezzata PBR 92 Cer.
Nel 1962, dopo poco meno di cinquant'anni di servizio, la Cer venne radiata e l'anno successivo fu avviata alla demolizione.